# Lucius Vipstanus Poblicola Messalla Priscus
Lucius Vipstanus Poblicola Messalla Priscus  (fl. 140) était un homme politique de l'Empire romain.

## Vie
Il doit être le fils de Lucius Vipstanus Messalla. Il était un membre de l'ordre sénatorial.
On ne connaît que le début de sa carrière. Il fut prêtre salien de la colline, sans doute triumvir monétaire et exerça la charge de IIIIvir quinquennalis à Gabies en 140. Il est consul suffect en 145.
On a supposé qu'il s'est marié avec sa cousine Helvidia Priscilla, fille de Publius Helvidius Priscus, consularis vir, et de sa femme Plautia Quinctilia, et petite-fille maternelle de Gaius Helvidius Priscus et de sa femme Anteia. Ils ont eu pour fils Lucius Valerius Messalla Thrasea Poplicola Helvidius Priscus.